# Principauté de Reuss-Lobenstein et Ebersdorf
La principauté de Reuss-Lobenstein et Ebersdorf (en allemand : Fürstentum Reuß-Lobenstein und Ebersdorf) est un État membre de la Confédération germanique.
La ligne de Reuss-Lobenstein s'éteint à la mort d'Henri LIV, le 7 mai 1824. La principauté de Reuss-Lobenstein échoit à Henri LXXII de Reuss-Ebersdorf qui la réunit à ces états. En 1848, le prince Henri LXXII abdique. Le prince Henri LXII de Reuss-Schleiz réunit alors l'ensemble des possessions de la branche cadette de Reuss et prend le titre de prince de Reuss, branche cadette (Fürst Reuß jüngere Linie).

## Territoire
La principauté, d'une superficie d'environ 288 km², comprenait les principautés de Reuss-Lobenstein, d'environ 141km², et de Reuss-Ebersdorf, d'environ 147km².
Le prince possédait aussi, en condominium avec celui de Reuss-Schleiz, la principauté de Gera.